# 더블스페이스
더블스페이스(DoubleSpace) 또는 드라이브스페이스(DriveSpace)는 MS-DOS 6.0 버전부터 포함된 디스크 압축 소프트웨어의 이름이다. 더블스페이스는 데이터를 즉각적으로 압축하거나 압축을 해제하여 사용자의 데이터가 디스크에서 차지하는 용량을 줄이고 사용할 수 있는, 남은 디스크 공간을 늘리는 기능을 한다. 주로 하드 디스크 드라이브에 쓰이지만 플로피 디스크에도 사용할 수 있다.

## 경쟁 제품
더블스페이스가 발표되기 앞서, 이미 스택 일렉트로닉스사에서는 비슷한 개념의 디스크 압축 소프트웨어인 스태커를 출시했었다. 마이크로소프트가 더블스페이스를 MS-DOS에 포함하기로 한 데에는 다른 DOS 개발사들(IBM과 노벨 사)이 DOS에 디스크 압축 소프트웨어를 포함하기 시작했던 것도 이유이다.

## 기능 개요
가장 일반적인 사용 예로, 하드 디스크 드라이브가 하나 설치되어 있고 하나의 파티션으로 설정되어 있는 경우가 있다. 사용자가 더블스페이스를 실행하면, 압축하기로 선택된 드라이브의 모든 데이터가 하나의 파일(DBLSPACE.000)로 압축(최초의 압축은 시간이 매우 오래 걸림)되어 저장된다. 또한, 시동할 때에 자동으로 더블스페이스 드라이버가 로드되도록 설정된다. 이 더블스페이스 드라이버는 압축된 파일이 저장되어 있는 본래의 드라이브(C:)에 새로운 드라이브 이름(보통 호스트를 나타내는 H:)을 부여한 뒤, 압축된 파일(DBLSPACE.000)에 원래 드라이브 이름(C:)을 지정하여 마치 실제의 드라이브인 것처럼 사용할 수 있게 해 준다. 시스템에 설치된 또다른 물리적인 드라이브에 더블스페이스를 이용하면 새로 압축된 드라이브를 만들 수도 있다.

## 초창기 사용자들의 반응
더블스페이스가 선보였을 당시 많은 사용자들은 디스크 압축 기능에 대해 신기하게 생각했다. 또한 실제로 어떻게 디스크가 압축되는지에 대한 이해가 어려웠던 많은 사람들 사이에서는 추측이나 루머가 돌기도 했는데, 그 가운데에는 더블스페이스가 디스크에 데이터를 저장하는 방식을 조작한다는 것과, 디스크나 컴퓨터 자체의 수명을 단축한다는 것 등이 있었다. 그러나 이러한 루머나 추측은 잘못된 것이다. 더블스페이스는 PKZIP 등의 압축 소프트웨어와 비슷하게 소프트웨어적인 방법을 사용해 데이터를 압축하며, 단지 사용자가 알아채지 못하는 사이에 압축과 압축 해제 작업이 이루어진다는 것만 다르다.

## 문제
일부 게임과 같은 소프트웨어는 디스크 드라이브를 직접 제어하는 등의 이유로 더블스페이스와 호환이 되지 않는 경우도 있었다. 또한 더블스페이스는 기본 메모리(conventional memory)를 상당히 많이 차지하여, 다른 프로그램을 실행할 수 없는 경우도 종종 있었다.
일부 사용자들은 자료를 잃는 문제를 호소하기도 했다. 이런 문제는 더블스페이스가 사용하는 메모리가 다른 프로그램 때문에 손상되는 경우에 일어나곤 했는데, 마이크로소프트는 MS-DOS 6.2 버전에서 새로 개정된 더블스페이스를 포함해 문제를 해결하려고 했다.
압축된 파일(DBLSPACE.000)이 저장된 (H:로 이름이 바뀐) 원래의 드라이브에서 그 파일 단 하나를 지울 경우, 사용자의 모든 자료를 잃는 문제도 있었다.

## 버전

### MS-DOS 6.2
더블스페이스를 제거할 수 있는 기능이 추가되었다. SCANDISK에 압축된 드라이브를 검사할 수 있는 기능이 추가되었다. 더블가드(DoubleGuard)라고 불린 보안 기능을 통해 자료 유실을 일으키는 메모리 손상을 막을 수 있게 되었다. MS-DOS 6.0 버전에 포함된 더블스페이스보다 메모리를 적게 차지했다.

### MS-DOS 6.21
스택 일렉트로닉스와의 소송으로 인해 MS-DOS 6.21 버전에서는 더블스페이스 기능에 제외되었다. 법원의 명령에 따라 이후의 MS-DOS 버전에도 더블스페이스를 포함할 수 없게 되었다.

### MS-DOS 6.22
MS-DOS 6.22 버전에는 드라이브스페이스(DriveSpace)라는 새로운 이름의 디스크 압축 소프트웨어가 포함되었다. 사용자의 관점에서 드라이브스페이스는 더블스페이스와 동일했으며, 호환성도 지니고 있었다.

### 윈도우 95
윈도우 95는 압축된 드라이브에 접근할 수 있는 자체의 32비트 드라이버와 그래픽 사용자 인터페이스가 지원되는 소프트웨어 도구를 통해 더블스페이스/드라이브스페이스를 완벽하게 지원했다. MS-DOS의 드라이브스페이스 사용자들은 윈도우 95로 문제 없이 업그레이드할 수 있었다. 윈도우 95의 부가 소프트웨어 패키지인 마이크로소프트 플러스! 95에는 드라이브스페이스 버전 3이 들어 있다. 이 버전에는 압축률을 높이기 위한 여러 다른 성능 특성의 새로운 압축 형식(HiPack과 UltraPack)과, 새로운 압축 형식으로 디스크를 포맷하지 않고 다시 압축할 수 있는 기능 등을 지원했다. 드라이브스페이스 2에서 드라이브스페이스 3으로 변환할 수 있었으나 거꾸로는 변환할 수 없었다. 물론 드라이브스페이스 3으로 압축된 드라이브에서 드라이브스페이스를 제거할 수 있었다. 드라이브스페이스 3의 도스용 장치 드라이버는 약 150KB의 용량을 차지했는데, 이는 이상의 새로운 기능을 지원했기 때문이었다. 따라서 도스용 게임을 하기 위해 MS-DOS 모드로 다시 시동해도, 부족한 기본 메모리 때문에 프로그램을 실행할 수 없는 경우가 있었다.

### 윈도우 98
윈도우 98에는 드라이브스페이스 3이 기본적으로 포함되었다.

### 윈도 Me
드라이브스페이스에 대한 인기가 줄고, 리얼 모드가 더 이상 지원되지 않는 이유로 윈도우 미에서는 제한된 드라이브스페이스 기능만 제공되었다. 새로운 압축 드라이브를 만들 수는 없었지만, 이미 압축된 플로피 디스크 등의 이동식 드라이브를 읽고 쓸 수 있었다.

### 현재의 비호환 문제
- 드라이브스페이스 도구 프로그램들은 FAT32를 지원하지 않는다.
- NTFS에는 윈도우 NT 기반의 운영 체제 고유의 압축 기술이 사용되며, 드라이브스페이스는 지원되지 않는다.